# Birgitta Wäppling
Birgitta Wäppling, född 1967 i Göteborg, är en svensk poet. Hon har publicerat mer än 700 dikter. 

## Diktproduktion
Wäppling har bland annat publicerat sonetter med klassisk rimflätning men även dikter på fri form såsom dikter som levandegör staden Göteborg, t ex diktsviten "Jag vet att du tror att staden aldrig behöver vara storslagen mer" . Även andra platser runtom i världen, såsom Atlanta , Paris  och Nottingham  finns beskrivna i Wäpplings dikter. Flertalet av dikterna har sin utgångspunkt i vardagen, där livets kärnfrågor (sorg, kärlek, saknad, döden, livet etc.) finns måleriskt beskrivna, ofta med en tolkningsbar poäng i slutraderna eller med dubbelbottnad innebörd. Flera av Wäpplings dikter beskriver naturens växlingar och olika fysikaliska fenomen med ett bildrikt och melodiskt språk (till exempel ).
Wäpplings sonetter är oftast skrivna på den petrarciska formen, det vill säga som två fyraradingar följda av två treradingar (t ex ). En sonett är uppdelad i fyra strofer, och är ett fyrfotat, fjortonradigt versmått med jambiska versrader. Den petrarciska sonetten består av två strofer med vardera fyra rader och därefter två strofer med vardera tre rader.  I flera av Wäpplings sonetter har svårighetsgraden hos den bundna formen ökats, genom att den första bokstaven i varje rad tillsammans fått bilda ett ord eller en mening som då läses lodrätt, det vill säga som ett akrostikon.[källa behövs]
Wäppling finns utgiven med dikter i Tolvnitton förlags antologier 2010, 2011, 2012, 2013, 2014, 2015, 2016 och 2017:
- dikten "Svavelkök" som publicerats i antologin "Sveriges bästa digitala poeter", Tolvnitton förlag 2010. ISBN 978-91-9-78985-2-2,
- dikten "Förföra (kryssning)" som publicerats i antologin "181 dikter till Tranströmer", Tolvnitton förlag, 2011. ISBN 978-91-9-78985-1-5,
- dikten "Metamorfos" som publicerats i antologin "Världens sista diktsamling", Tolvnitton förlag, 2012. ISBN 978-91-9-78985-4-6,
- dikten "Storm är något bara himlarna förstår" som publicerats i antologin "poesi 10.0, 10 år med poeter.se - jubileumssamling", Tolvnitton förlag, 2013. ISBN 978-91-8-77240-0-8,
- dikten "Varenda förort har världens språk fästa vid sin själ" som publicerats i antologin "(c) Sverige-poesi", Tolvnitton förlag, 2014. ISBN 978-91-8-77240-2-2,
- dikten "När du lånar mig din puls", som publicerats i antologin, "Make Love not War", Tolvnitton förlag, 2015. ISBN 9789187724060,
- dikten "Brev till en älskad pappa", som publicerats i antologin, "Ett brev är en själ", Tolvnitton förlag, 2016. ISBN 9789187724077.
- dikten "Som om året inte rymde alla i sin famn", som publicerats i antologin, "Fotavtryck", Tolvnitton förlag, 2017. ISBN 9789187724084.

Boken "181 dikter till Tranströmer" överlämnades till honom av förlaget som en hyllning till 2011 års nobelpris. 
Birgitta Wäppling har citerats i Sveriges Radios program Språket i P1, där en av hennes dikter "Stjärntals ljusår bort" använts som utgångspunkt för en beskrivning av nyordet "stjärntals".